# پیتر کرین (کارگردان)
پیتر کرین (انگلیسی: Peter Crane؛ زادهٔ ۲۲ اکتبر ۱۹۴۸) یک کارگردان فیلم و تلویزیون و تهیه‌کننده اهل بریتانیا است. وی از سال ۱۹۷۳ میلادی تاکنون مشغول فعالیت بوده‌است.

## فیلمشناسی
- قاتل (فیلم ۱۹۷۳)